# Каттендейке
Каттендейке (нід. Kattendijke) — село в нідерландській провінції Зеландія. Входить до муніципалітету Гус.
Його площа — 5,11 км², а населення станом на 2021 рік становило 530 осіб.
Перша згадка про населений пункт датується 1214 роком.
До 1970 року мало статус окремого муніципалітету.

## Галерея

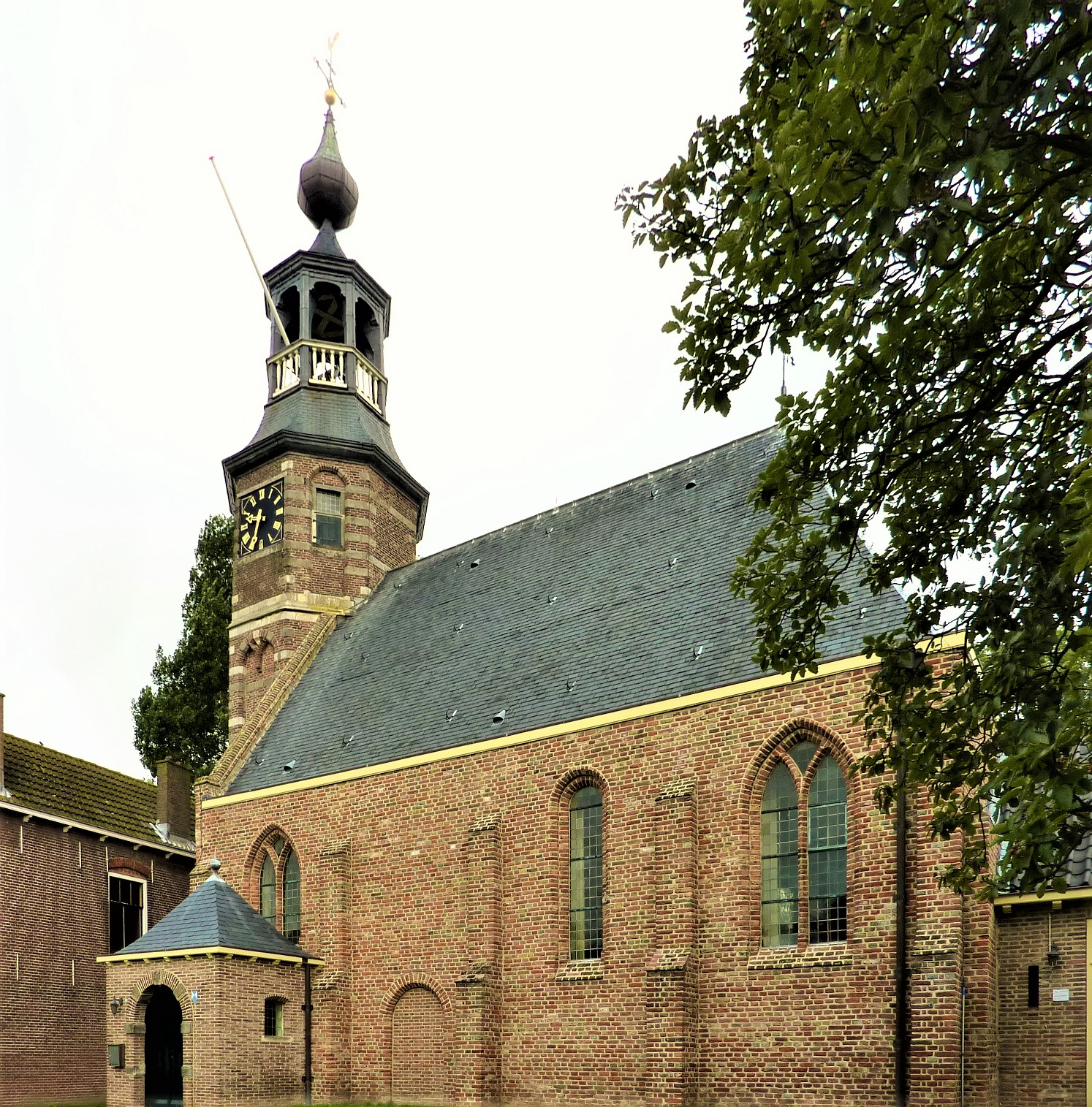
Реформістська церква
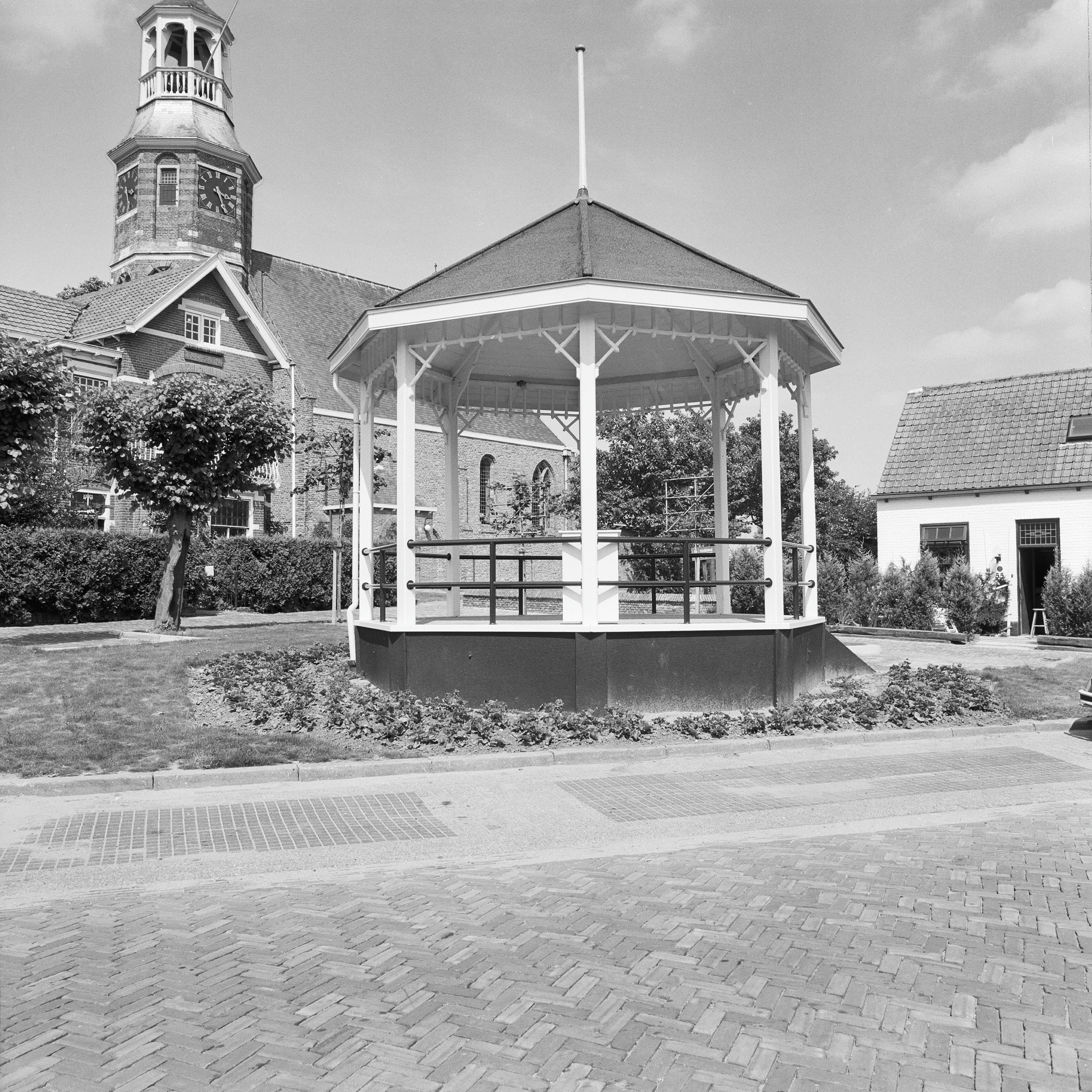
Естрада в селі